# Emotion Labs
Emotion Labs — українська компанія з розробки способів інтерпретації сигналів з людського тіла та пристроїв, що використовують ці способи. Компанія заснована у 2014 році та є першим українським проєктом-випускником програми Alchemist бізнес-інкубатору The Alchemist Accelerator (Стенфордський університет, США). Володіє кількома патентами, частина з яких були зареєстровані перед Kickstarter-кампанією, частина — перед виробництвом годинника EMwatch. Орієнтується на корпоративний сегмент.

## Історія та діяльність
Стартап Force (пізніше — Force Emotion) був створений 2014 року Єлизаветою Воронковою, яка в 19 років почала дослідження в галузі стресу й біосигналів. Перші дослідження в галузі вимірювання пульсу й активності серця були проведені на базі клініки Into-Sana в Одесі. Пізніше експерименти були продовжені в каліфорнійському Стенфорді.
Першою розробкою став носимий пристрій (браслет) EMtracker для літніх людей, на запуск виробництва якого в кінці 2015 року на сайті Kickstarter було зібрано понад 30 тисяч доларів.
У 2017 році проєкт Force Emotion увійшов до престижного американського бізнес-інкубатору The Alchemist Accelerator (Стенфордський університет, США) й розпочав співпрацю із такими компаніями, як Philip Morris, Analog Devices, RGAx та мережею будинків літніх людей.
Тоді ж розпочали розробку гаджета, який мав допомагати долати стрес, зробивши ставку на корпоративних клієнтів, які зацікавлені в гарному самопочутті та психоемоційному стані співробітників. Компанією був розроблений годинник EMwatch, який допомагає слідкувати за фізичним станом та визначає рівень стресу користувача на основі 20 параметрів: якість сну, кількість активності, показники серцевої активності тощо. Крім часу та сповіщень про дзвінки та повідомлення, пристрій також надає рекомендації, як запобігти вигоранню на робочому місці, вимірює пульс та тиск із зап'ястя, підраховує кількість кроків та калорій. Спеціально для корпоративних клієнтів було розроблено вебінтерфейс, де вся інформація є доступною у вигляді графіків та діаграм.
Наразі компанія має назву Emotion Labs та працює над новим продуктом, орієнтованим на В2В («бізнес для бізнесу»). В команді Emotion Labs є два практикуючі лікарі, які складають списки рекомендацій для боротьби зі стресом залежно від його причин.
Всі пристрої збираються в Україні — під Києвом.

## Власні розробки
- EMtracker — пристрій (браслет) для розпізнавання стресових станів у близьких людей
- EMwatch — смарт-годинник для корпоративних клієнтів з технологією вимірювання тиску із зап'ястя

## Ключові особи
- Єлизавета Воронкова — генеральний директор
- Ілля Кухаренко — технічний директор
- Олександр Тулько — фінансовий директор
- Ігор Климончук — виконавчий директор[джерело?]